# استنوی، اسکس
استنوی (به انگلیسی: Stanway) یک روستا و محله مدنی در بریتانیا است که در کولچستر واقع شده‌است. استنوی ۸٬۵۰۹ نفر جمعیت دارد.